# Edmilsa Governo
Edmilsa Luciano Governo (Maputo, 28 de fevereiro de 1998) é uma atleta paralímpica moçambicana.

## Carreira
Nos Jogos da Comunidade dos Países de Língua Portuguesa de 2012 realizados em Mafra, Portugal, conquistou três medalhas de ouro nos 100, 200 e 400 metros. Competiu nos Jogos da Comunidade dos Países de Língua Portuguesa de 2014 em Luanda, Angola, tendo conquistado três medalhas de ouro nos 100, 200 e 400 metros da categoria T13. Em 2015, conquistou uma medalha de bronze no Campeonato do Mundo de Atletismo Paralímpico realizado em Doa, no Catar. Nos Jogos da Comunidade dos Países de Língua Portuguesa de 2016 realizados na Ilha do Sal, em Cabo Verde, conquistou três medalhas de ouro nos 100, 200 e 400 metros. Com o apoio da Odebrecht (atual Novonor), foi a única atleta a representar Moçambique nos Jogos Paralímpicos de Verão de 2016, realizados no Rio de Janeiro, Brasil, tendo conquistado a medalha de bronze na prova dos 400 metros T12.